# Sumina (stacja kolejowa)
Sumina – stacja kolejowa położona we wsi Sumina.

## Charakterystyka
W okresie międzywojennym była stacją graniczną z państwem niemieckim.
W 1928 roku dzierżawcą restauracji kolejowej był Alojzy Gabor, odznaczony Brązowym Krzyżem Zasługi za „zasługi w przyłączeniu Górnego Śląska do Polski”.
Jest to dosyć duża stacja na której znajduje się rozjazd na dwie trasy w kierunku Rybnika – pierwsza, użytkowana głównie przez przewozy pasażerskie przez Rydułtowy, druga przez Jejkowice.
Znajduje się na niej kilka torów postojowych, na których składy towarowe oczekują na wolny tor w kierunku Rydułtów, gdzie ruch ograniczony jest tym, że przez tunel w tym mieście prowadzi linia jednotorowa zmniejszająca jego przepustowość.

## Ruch pasażerski
| Rok  | Wymiana pasażerska na dobę |
| ---- | -------------------------- |
| 2017 | 10-19                      |
| 2022 | 20-49                      |

## Galeria

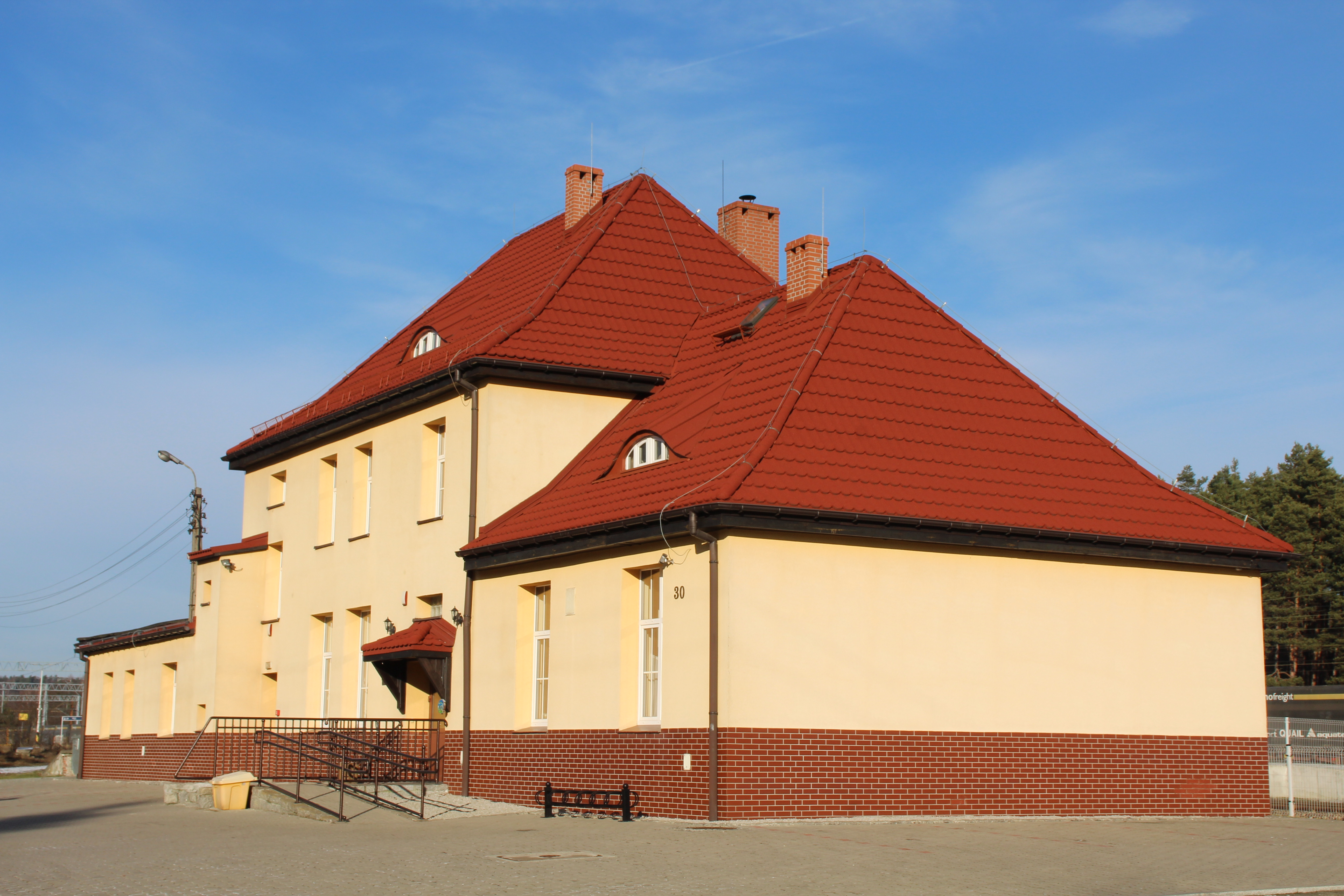
Budynek od strony wsi
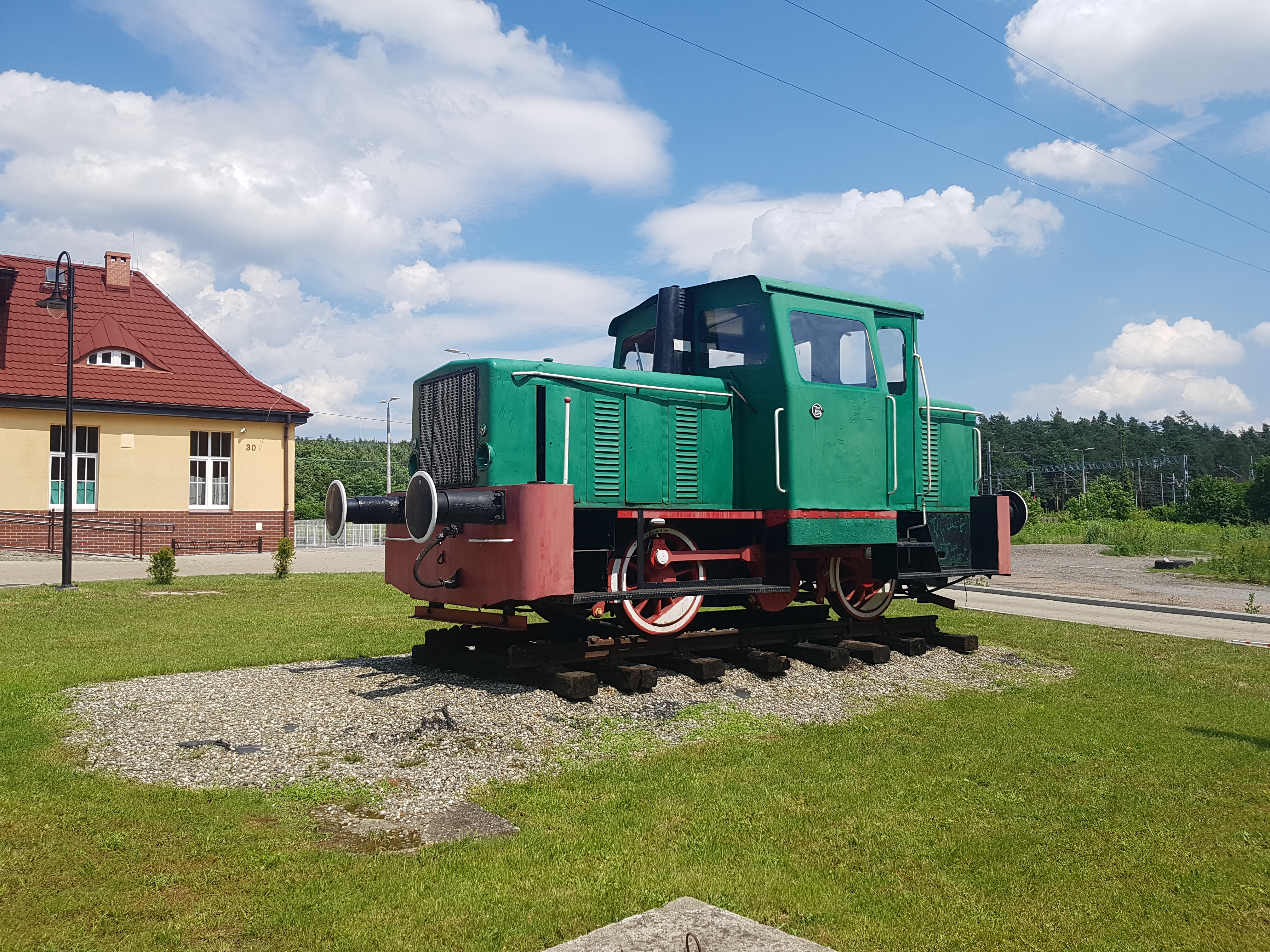
Pomnikowa lokomotywa SM03